# Carmelinus
Carmelinus is een geslacht van wantsen uit de familie van de Miridae (blindwantsen). Het geslacht werd voor het eerst wetenschappelijk beschreven door José Cândido de Melo Carvalho en Gomes in 1972.

## Soorten
Het genus bevat de volgende soorten:

- Carmelinus paraensis Carvalho, 1984
- Carmelinus pilosicornis Carvalho & Gomes, 1972